# Альма Пейсті
Альма Ілона Пейсті (фін. Alma Ilona Pöysti, нар. 16 березня 1981 року, Гельсінкі) — фінська акторка театру та кіно. За походженням фінська шведка, грала ролі як у фінських, так і у шведських театрах. Здобула міжнародне визнання завдяки своїй ролі у фільмі режисера Акі Каурісмякі «Опале листя», за яку була номінована на Золотий глобус.

## Карʼєра
Альма Пейсті закінчила Театральну академію Гельсінкі у 2007 році. Передусім вона виступала на сцені Фінського національного театру, а також у театрах Гетеборга, Стокгольма та Уппсали. У 2013 році Пейсті отримала стипендію для молодого актора від фонду Іди Аальберг за «виняткову сміливість на сцені» (фін. "poikkeuksellisesta rohkeudesta näyttämöllä").
Серед визначних ролей Пейсті є й роль у фільмі Vuosaari («Гола пристань») режисера Аку Лоугімієса. Вона також зіграла головну роль у байопіку про Туве Янссон під назвою «Туве» (2020), за яку отримала премію Юссі як найкраща акторка.
З 2015 року Альма Пейсті також озвучувала назви зупинок в автобусах та трамваях міського транспорту Гельсінкі.
У 2023 році Пейсті зіграла головну роль у драматичній комедії режисера Акі Каурісмякі «Опале листя», за яку була номінована на Золотий глобус у категорії «Найкраща жіноча роль — комедія або мюзикл». Газета Helsingin Sanomat назвала номінацію Альми Пейсті на цю премію історичною подією.

## Родина
Дідусь та бабуся Альми Пейсті — актори Лассе Пейсті та Бірґітта Ульфссон. Її батько Ерік Пейсті є театральним режисером, мати Туа Раннінен — журналістка газети Hufvudstadsbladet, а брат Оскар Пейсті також працює актором. Її дядьком є актор Том Пейсті.

## Фільмографія
| Фільми | Фільми                | Фільми                                              | Фільми                               | Фільми                 |
| Рік    | Назва українською     | Оригінальна назва                                   | Роль                                 | Примітки               |
| ------ | --------------------- | --------------------------------------------------- | ------------------------------------ | ---------------------- |
| 2004   |                       | Soffan                                              |                                      | короткометражний фільм |
| 2011   |                       | Där vi en gång gått                                 | Айна Ґадолін                         | також телесеріал       |
| 2011   |                       | Djurens dag                                         | співачка                             | короткометражний фільм |
| 2012   |                       | Vuosaari                                            | Маріка                               |                        |
| 2013   |                       | Dagmamman                                           | Інка                                 |                        |
| 2014   | Мумі-тролі на Рівʼєрі | Muumit Rivieralla                                   | Хропся                               | озвучування            |
| 2014   |                       | Kristuksen morsian                                  | Лаура                                | телевізійний фільм     |
| 2015   |                       | Tsamo                                               | Аліса Мур                            |                        |
| 2015   |                       | Det går att operera                                 | Тіна                                 | короткометражний фільм |
| 2016   |                       | Pahan kukat                                         | мати                                 |                        |
| 2019   |                       | Explosionen av en badring                           | Лінда                                | короткометражний фільм |
| 2020   | Туве                  | Tove                                                | Туве Янссон                          |                        |
| 2021   |                       | Tidsresenären                                       | голос оповідача                      | документальний фільм   |
| 2021   |                       | Muumipapan urotyöt – erään nuoren muumin seikkailut | молода Мумі-мама, Мюмля, Маленька Мю | озвучування            |
| 2021   |                       | Spiral                                              | Анна                                 | короткометражний фільм |
| 2022   |                       | Parrasvaloelämää                                    |                                      | короткометражний фільм |
| 2022   |                       | Blue Note                                           | Леена                                | короткометражний фільм |
| 2022   | The Good Driver       |                                                     |                                      |                        |
| 2022   |                       | LasseMajas detektivbyrå – Skorpionens gåta          | Барбру Палм                          |                        |
| 2023   | Опале листя           | Kuolleet lehdet                                     | Анса                                 |                        |
| 2023   |                       | Neljä pientä aikuista                               | Юулія                                |                        |
| 2023   |                       | En dag och en halv                                  | Луїза                                |                        |
| 2024   |                       | Sodan ja rauhan lapset                              | читець                               | документальний фільм   |

| Телесеріали | Телесеріали | Телесеріали          | Телесеріали    | Телесеріали          |
| Рік         | Назва       | Оригінальна назва    | Роль           | Серія(ї)             |
| ----------- | ----------- | -------------------- | -------------- | -------------------- |
| 2018        | Liberty     | Liberty              | Тіта           | міні-серіал, 4 серії |
| 2022        |             | Harjunpää            | Гієтанен       | 8 серій              |
| 2023        |             | Händelser vid vatten | Юлʼя Гапполаті | міні-серіал, 6 серій |

| Театральні ролі | Театральні ролі    | Театральні ролі               | Театральні ролі                | Театральні ролі                                    | Театральні ролі |
| Рік             | Назва українською  | Оригінальна назва             | Роль                           | Театр                                              |                 |
| --------------- | ------------------ | ----------------------------- | ------------------------------ | -------------------------------------------------- | --------------- |
| 2003            |                    | Kick                          | Анні                           | Шведський театр Гельсінкі                          |                 |
| 2007            |                    | Mannerheim – Mannen och myten | Бріта Кананен                  | Шведський театр Гельсінкі                          |                 |
| 2008            |                    | La Cage aux Folles            | Анне                           | Шведський театр Гельсінкі                          |                 |
| 2008            |                    | Kungen i Mumindalen           | Маленька Мю                    | Шведський театр Гельсінкі                          |                 |
| 2008            |                    | Av ren kärlek till mig        | Сільвія Едельман               | Шведський театр Гельсінкі                          |                 |
| 2009            | Фрекен Юлія        | Fröken Julie                  | Фрекен Юлія                    | Шведський театр Гельсінкі                          |                 |
| 2009            | Вишневий сад       | Körsbärsträdgården            | Аня                            | Шведський театр Гельсінкі                          |                 |
| 2010            | Пеппі Довгапанчоха | Pippi Långstrump              | Пеппі Довгапанчоха             | Шведський театр Гельсінкі                          |                 |
| 2010            | Фанні та Александр | Fanny och Alexander           | Фанні Екдаль                   | Шведський театр Гельсінкі                          |                 |
| 2011            | Дядя Ваня          | Morbror Vanja                 | Софія Олександрівна            | Klockriketeatern                                   |                 |
| 2012            | Вишневий сад       | Kirsikkapuisto                | Аня                            | Міський театр Турку                                |                 |
| 2014            |                    | Den Brinnande Vargen          |                                | Klockriketeatern / DuvTeatern                      |                 |
| 2014            |                    | Luolasto                      | дослідниця наскельних малюнків | Фінський національний театр                        |                 |
| 2015            |                    | Fosterlandet                  |                                | Шведський театр Гельсінкі                          |                 |
| 2017            | Туве               | Tove                          | Туве                           | Шведський театр Гельсінкі                          |                 |
| 2018            |                    | Marat/Sade                    | Шарлотта Корде                 | Klockriketeatern / Teater Mestola / Sirius Teatern |                 |

## Премії та винагороди
| Нагорода                   | Дата церемонії     | Категорія                                 | Фільм                 | Результат | Джерело |
| -------------------------- | ------------------ | ----------------------------------------- | --------------------- | --------- | ------- |
| Astra Film Awards          | 6 січня 2024 року  | Найкраща іноземна акторка                 | Опале листя           | Номінація | [ 15 ]  |
| Європейський кіноприз      | 9 грудня 2023 року | Найкраща акторка                          | Опале листя           | Номінація | [ 16 ]  |
| Золотий глобус             | 7 січня 2024       | Найкраща жіноча роль — комедія або мюзикл | Опале листя           | Номінація | [ 17 ]  |
| Гетеборзький кінофестиваль | 5 лютого 2023 року | Дракон за найкращу акторську гру          | Neljä pientä aikuista | Перемога  | [ 18 ]  |
| Юссі                       | 15 вересня 2021    | Найкраща акторка                          | Туве                  | Перемога  | [ 19 ]  |